# Ginásio Dolivar Lavarda
O Ginásio Dolivar Lavarda é um ginásio poliesportivo localizado no município paranaense de Pato Branco, Brasil. Possui uma capacidade de 1.600 pessoas. Atualmente a equipe de futsal Pato Futsal utiliza o Ginásio Dolivar Lavarda para treinamento e mando de campo nas competições que a equipe participa. O ginásio utiliza esse nome pois Dolivar Lavarda foi um jogador de futsal do Atlético Patobranquense.